# Национални пут Јапана 103
Национални пут Јапана 103 је Национални пут у Јапану, пут број 103, који спаја градове Аомори и Одате, укупне дужине 133,6 км км.